# Herr Sanders lebt gefährlich
Herr Sanders lebt gefährlich ist eine 1943 entstandene deutsche Kriminalfilmparodie von Robert A. Stemmle mit Paul Verhoeven in der Titelrolle eines bislang phantasiebegabten Krimiautors, dem die Ideen auszugehen drohen. In tragenden Rollen sind Else von Möllendorff, Paul Henckels, Gretl Schörg, Harald Paulsen, Aribert Wäscher und Ralph Lothar besetzt.

## Handlung
Wenn Paul Sanders bislang über eines verfügte, dann über sehr viel Phantasie. Die Krimis des Schriftstellers verkauften sich allesamt sehr gut, und er ließ seine treue Leserschaft bisher in Treu und Glauben, dass all die von ihm aufgeschriebenen und bisweilen hanebüchenen Abenteuer selbstverständlich persönlich erlebt seien. In Wahrheit aber hat sich Herr Sanders aus dem reichhaltigen Archiv-Fundus früherer Kriminalfälle seines Dieners, des ehemaligen Kripobeamten Caspar Natter, bedient. Nur allmählich gehen dem Schriftsteller die Ideen aus, und seine beflissene Sekretärin Ellen Hinz, die fleißig alles stenografiert, was er ihr diktiert, muss Herrn Sanders immer häufiger unterbrechen, um ihm mitzuteilen, dass dieser oder jener Einfall, wie etwa das von Edgar Allan Poe „ausgeborgte“ schwingende und todbringende Pendel, bereits in einem der vorhergehenden Sanders-Werke verwendet wurde. Auch Sanders’ Verleger Jap Kohl ist mit seinem einstigen Starautor unzufrieden, denn ihm fällt ebenfalls die Redundanz von Sanders’ Geschichten auf. Außerdem seien die letzten Verkaufszahlen rapide gesunken. Sanders, so findet Kohl, solle doch endlich mal etwas schreiben, was weniger an den Haaren herbeigezogen sei und mehr der Lebenswirklichkeit der Leser entspreche. Tatsachenberichte, die auf Erlebtem beruhen! Und so beschließt Herr Sanders, seinen von dichterischen Freiheiten umrankten Elfenbeinturm zu verlassen und tatsächlich einmal ganz real gefährlich zu leben.
Die Feldforschung am lebenden Objekt wird Paul Sanders leicht gemacht, taucht doch mitten in der Nacht bei ihm der ehemalige Gauner Gil Schnyder auf, der soeben aus dem Gefängnis entlassen wurde. Schnyder echauffiert sich darüber, dass Sanders in einem seiner Kriminalromane sein Schicksal verwurstet und daraus Kapital geschlagen habe. Schnyder ist fortan bereit, Sanders in die reale „Unterwelt“ einzuführen, verlangt dafür aber diesmal eine angemessene finanzielle Beteiligung an den zukünftigen Bucherlösen. Doch dieser Weg führt Sanders zu keinem spektakulären Fall, den er sich als Inspiration ersehnt. Da hilft ihm der Zufall in Gestalt der flamboyanten Revuesängerin Colette Francis weiter, die von ihrem ehemaligen Revuepartner Fergusson in ein Verbrechen hineingezogen wird. Er stiehlt bei einem Besuch in seinem Hotelzimmer vom Juwelier Kockelkorn eine Perlenkette, die 215.000 RM Verkaufswert besitzt. Fergusson versucht Colette dazu zu überreden, mit ihm nach Südamerika zu fliehen, um dort mit dem Geld ein neues Leben zu beginnen. Colette, die nichts von Fergussons kriminellen Plänen ahnte, plant jedoch bereits die Hochzeit mit dem Maler Dr. Walter Noris, einem Neffen Kockelkorns. Und so flieht sie vor Fergusson in einem Ruderboot, das nicht nur Herrn Sanders gehört, sondern auch noch auf dem See untergeht. Die beiden Protagonisten lernen sich in dieser dramatischen Situation kennen, und so erfährt Paul von Colettes turbulenter und aufregender Geschichte. Endlich, so glaubt er, hat er damit seinen heiß ersehnten, ganz aus dem vollen Leben gegriffenen Kriminalfall!
Herr Sanders plant nun nicht weniger, als auf eigene Faust Fergusson aufzuspüren, diesem die von ihm entwendeten Preziosen abzuluchsen und dem Besitzer, Juwelier Kockelkorn, zurückzugeben. Doch das alles erweist sich leichter gesagt als getan. Es kommt zu allerlei Turbulenzen, denen zufolge Natter seinen Chef Sanders in einem Labor einschließt, nachdem er von seinem einstigen Vorgesetzten, Regierungsrat Romberg, gehört hat, dass Sanders mit Fergusson unter einer Decke stecken soll. Sanders’ treue Sekretärin Ellen, die ihren weltfremden Chef schon seit langem liebt, hilft bei dessen Befreiung, damit er türmen kann. Dann überschlagen sich die Ereignisse: Fergusson sucht Sanders, auf den er kurz zuvor geschossen hatte, auf, und es kommt zu einer Rangelei, bei der Fergusson, mit Hilfe von Gil Schnyder, durch ein herabfallendes Gemälde erst niedergestreckt und anschließend von der Polizei verhaftet wird. Die von Sanders abgenommene Perlenkette versteckt dieser im Jäckchen seines kleinen Hundes Ewald, der davonläuft.
Im Hause Sanders begegnen sich zum Schluss die wichtigsten Protagonisten. Die Polizei ist schon da, um Sanders, von Fergusson als Komplize beschuldigt, festzunehmen. Herr Sanders ist heilfroh, dass nun sein Ewald angetrappelt kommt, mit der Perlenkette im Jäckchen. Doch die erweist sich zu aller Überraschung als Imitation. Herr Kockelkorn erkennt natürlich sofort die Fälschung und ist außer sich, weil er die Imitation einst selbst angefertigt hatte. Paul Sanders gerät dadurch immer mehr in Verdacht, mit Fergusson unter einer Decke zu stecken. Erst Colette kann das ganze Durcheinander aufklären: Sie hat die echten Perlen in einem Geheimfach in Fergussons Fluchtkoffer entdeckt, und da sie sich selbst von dem Verdacht, eine Perlendiebin zu sein, befreien will und überdies die Braut von Kockelkorns Neffen ist, übergibt sie die Kette sofort der Polizei. Happy End allenthalben: Fergusson kommt hinter Gitter, Colette und Noris können, nachdem der Verdacht ausgeräumt wurde, dass Colette die Kette gestohlen hatte, nun endlich auch mit Kockelkorns Segen heiraten, und Paul findet zu seiner Ellen. Herr Sanders hat darüber hinaus endlich wieder einmal einen richtig spannenden Stoff für seinen nächsten Roman gefunden, der auch seinem kritischen Verleger zusagt.

## Produktion

### Produktionsnotizen
Die Dreharbeiten zu Herr Sanders lebt gefährlich begannen am 15. Juni 1943 und endeten drei Monate darauf, Anfang September desselben Jahres. Gefilmt wurde in Berlin und Umgebung (Reichsautobahn) sowie einige Außenaufnahmen in Italien (Pompeji und Paestum), unmittelbar vor der Landung der Alliierten und dem Ausscheiden des italienischen Bündnispartners aus der Achse Berlin-Rom. Herstellungsgruppenleiter Herbert Engelsing übernahm auch die Herstellungsleitung und verfasste das Manuskript, nach dem Regisseur Stemmle und sein Co-Autor Jacob Geis das Drehbuch schrieben. Otto Hunte und Karl Vollbrecht entwarfen die Filmbauten, Margit zur Nieden und Max von Formacher die Kostüme. Oskar Haarbrandt war der Tontechniker. Die Texte zu Adolf Steimels Musikkomposition lieferte Aldo von Pinelli.

### Veröffentlichung, Kosten
Die Uraufführung des Films erfolgte am 14. Februar 1944 in Dresden, die Berliner Premiere erfolgte drei Monate darauf, am 12. Mai 1944 im UFA-Theater Kurfürstendamm. In Dänemark wurde er am 27. November 1944 unter dem Titel Herr Sanders lever farligt und im spanischen Barcelona am 21. Mai 1945 unter dem Titel El Sr. Sanders vive peligrosamente veröffentlicht. In den Vereinigten Staaten erfolgte eine Veröffentlichung im Jahr 1950.
Der Film kostete etwa 1.221.000 RM, eine Summe, die vermutlich bis Kriegsende 1945 nicht mehr eingespielt werden konnte.

### Wissenswertes
Hauptdarstellerin Gretl Schörg sang als Solistin „Es wäre so schön…“ und im Rahmen einer großen Revueszene das „Nixenlied: Wir sind nicht Fisch und nicht Fleisch“, woraufhin die Schauspielerin auch als Sängerin im Film ihren Durchbruch erlebte.

## Kritiken
Der Film stieß auf ein durchwachsenes Echo, nachfolgend vier Beispiele:
Im Völkischen Beobachter heißt es: „Vergnügen an dem Film schaffen vor allem die unzähligen witzigen Einzelheiten, die Kniffe, mit denen die Situationen, Aussprüche, Personen in die Parodie verkehrt werden. Jakob Geis und R. A. Stemmle haben viel Sorgfalt auf das Drehbuch verwendet – bis auf den Schluß, der wieder einmal leicht abrutscht –, und R. A. Stemmle als Regisseur übersetzte es mit gleicher Sorgfalt bis ins Kleinste ins Bild. Selbst die Photographie dient dem Witz und kopiert den Schauerschummer der Kriminalfilme von anno dazumal sehr gelungen. Die Darsteller müssen viel Spaß an ihren Rollen gehabt haben.“
In Wiens Illustrierte Kronen Zeitung war zu lesen: „Aus Spott, Ironie und Groteske besteht dieser neue Tobis-Film, ein gut gelungener Vorstoß in selten von der deutschen Kunst betretene Gebiete; der Film eröffnet sich ein Thema, das ungeahnte Möglichkeiten ergibt. Die bei uns im Roman und auf dem Theater gar so spärlich vertretene Satire, die verspottende, übermütig ausgelassene Uebertreibung ist etwas, in dem der Film mit allen seinen technischen Kniffmöglichkeiten glänzen konnte. (…) …die originellen, kuriosen Einfälle der Autoren waren zahllos, aus einem Vergnügen wird man in das andere gestürzt, und zwar mit derselben Geschwindigkeit, wie Herr Sanders aus einem gefährlichen Abenteuer ins nächste rutscht. Paul Verhoeven gab den furchtlosen Schriftsteller mit einem Schuß lustiger Aengstlichkeit und Naivität.“
Die Nachkriegskritik zeigte sich deutlich weniger euphorisch. Im Lexikon des Internationalen Films heißt es: „Rundum durchschnittlicher Unterhaltungsfilm, nur hin und wieder ein wenig witzig.“
Der Autor und Kritiker Karlheinz Wendtland befand: „Eine köstliche Kriminalparodie!“ und verwies darauf, dass Stemmle „schon einmal solch Meisterwerk“ geschaffen habe mit dem Film Der Mann, der Sherlock Holmes war. Paul Verhoeven habe hier Gelegenheit gehabt, „zu zeigen, welch nuancenreicher und wirkungsvoller Darsteller“ er sei.